# 767
För andra betydelser, se 767 (olika betydelser).
767 (DCCLXVII) var ett normalår som började en torsdag i den julianska kalendern.

## Händelser

### Juli
- 5 juli – Konstantin II väljs till motpåve.

## Födda
- Muhammed 'Idris ash-Shafi'i, sharias fader.

## Avlidna
- 28 juni – Paulus I, påve sedan 757.